# 앎

깨달음을 상징하는 느낌표.

앎은 안다는 것으로, 특정한 물건이나 사람, 혹은 추상적인 어떠한 것을 이해할 수 있거나 그에 대한 지식이 있다는 것을 의미한다.

## 깨달음
깨닫는다는 것은 단순히 '알고' 있는 상태를 의미하는 것이 아니라, 몰랐던 것을 알게 된 상황을 의미한다. 불교에서는 이 깨달음이 해탈과 같은 의미로 사용된다.
해탈을 견성이라고도 한다.

## 기억
일반적으로 인간은 어떠한 것을 알게 되면 그것을 기억으로 남긴다. 이 기억으로 남기는 과정은, 뇌세포의 정보 전달망인 뇌세포의 연결을 단백질로 수정해서 정보가 전달되는 방향을 바꾸는 방향으로 진행된다. 그러나 그렇게 중요하지 않거나 별다른 감정이 동반되지 않은 사건은 기억으로 남지 않는 일도 상당수이며, 남은 기억도 단기 기억이라면 곧 변했던 뇌의 신경 전달망도 다시 본래의 모습으로 돌아가 그 기억이 사라지는 일도 많다.

## 국어에서의 '앎'
- 국어에서 '앎'의 동사는 '알다'이다. 이 '알다'가 명사로 바뀌는 과정은 어근 '알-'에 명사 파생 접미사 '-ㅁ'이 붙어 '앎'이 되는 것이다.

## 같이 보기
- 모름
- 지식
- 지혜